# Форт Вали (Аризона)
Форт Вали (енгл. Fort Valley) насељено је место без административног статуса у америчкој савезној држави Аризона.

## Демографија
По попису из 2010. године број становника је 779.
| Група             | 2000.    | 2010.       |
| Белци             | 0 (0,0%) | 706 (90,6%) |
| Афроамериканци    | 0 (0,0%) | 2 (0,3%)    |
| Азијати           | 0 (0,0%) | 2 (0,3%)    |
| Хиспаноамериканци | 0 (0,0%) | 53 (6,8%)   |
| Укупно            | 0        | 779         |